# Warfalla
I Warfalla (in arabo ورفلة‎?) sono la principale tribù araba e arabo-berbera della Tripolitania (Libia).
I Warfalla hanno abitato storicamente l'area che giace tra le città di Bani Walid, Sirte, Sabha e Benghazi: approssimativamente 125 km a sud e a est di Tripoli. A causa del sostegno da essa garantito a Muʿammar Gheddafi nel corso dei 42 anni della sua dittatura, i Warfalla divennero la tribù meglio armata e potente della Libia. Gheddafi, volutamente, fornì cifre del tutto inattendibili all'opinione pubblica, affermando che i Warfalla erano un milione.
La tribù dei Warfalla è composta da 52 sottotribù, definite Bayt (lett. "casa") o clan. Essa pretende di essere discendente dai Banu Hilal, che giunsero dall'Egitto in Nordafrica nell'XI secolo, per punire la dinastia ziride della sua volontà di agire in modo del tutto indipendente dai loro vecchi signori, i Fatimidi, che li avevano lasciati come vassalli a governare per conto loro l'Ifriqiya dopo essersi spostati al Cairo.
Matrimoni misti con l'elemento autoctono berbero accelerarono l'arabizzazione della regione dal XVI secolo in poi, a seguito della conquista ottomana del Nordafrica.
Durante l'invasione italiana della Tripolitania e della Cirenaica, la tribù Warfalla, sotto la guida di Bel Khayre, rimase neutrale fin quando le truppe italiane non raggiunsero però il loro territorio.
Si ebbe tra il 1920 e il 1922 una guerra civile nel Jabal al-Gharbi tra la tribù e i contadini.
Gheddafi scelse la maggior parte degli uomini addetti alla sua sicurezza personale all'interno dei Warfalla, e inserì un certo numero di capi Warfalla nei suoi "comitati rivoluzionari" (accanto a membri della tribù Maqarha e della sua stessa tribù Qadhadhfa),
Membri dei Warfalla hanno partecipato al fallito tentativo di colpo di Stato del 1993 contro Gheddafi. Come conseguenza, un certo numero di capi dei Warfalla e un determinato numero di civili sono stati incarcerati o giustiziati.

## Guerra civile del 2011
Non è del tutto chiaro quale sia stato in complesso l'atteggiamento tenuto dai Warfalla nel corso della guerra civile libica. Secondo alcune voci non referenziate la tribù dei Warfalla avrebbe raggiunto le file dei rivoltosi anti-Gheddafi ma esistono altre voci, parimenti non comprovate, secondo cui il principale leader dei Warfalla avrebbe chiamato per telefono Gheddafi per confermargli il loro sostegno. In realtà non esiste alcun capo supremo, paragonabile al classico Sayyid o sceicco, ma il sistema mediatico (anche in Libia necessariamente approssimativo) e lo stesso regime gheddafiano hanno sostenuto che vi fosse.
Dopo l'avvio da parte della NATO dell'Operazione "Alba dell'Odissea", lo sceicco ʿAlī, preteso capo della tribù, si sarebbe incontrato con altri 2.000 capi tribali libici in una conferenza svolta a Tripoli il 5 maggio 2011 e, all'unanimità, il consesso avrebbe condannato le azioni belliche della NATO e dei ribelli suoi alleati: una posizione che sarebbe stata reiterata in un manifesto il 3 giugno del 2011, del quale però non esiste alcuna riprova.